# Veliki meštri Suverenog malteškog viteškog reda
Ovo je popis velikih meštara reda vitezova hospitalaca (poznatih i kao vitezovi ivanovci, kasnije malteški vitezovi)
- Blaženi Gerard (1099. – 1120.)
- Raymond du Puy de Provence (1120.-oko 1160.)
- Auger de Balben (oko 1160.-oko 1163.)
- Arnaud de Comps (1162. – 1163.)
- Gilbert d'Aissailly (1163.-oko 1170.)
- Gastone de Murols (oko 1170.-oko 1172.)
- Jobert of Syria (oko 1172. – 1177.)
- Roger de Moulins (1177.-oko 1187.)
- Armengol de Aspa (1187.-oko 1190.) (provisor, nije službeno veliki meštar)
- Garnier of Nablus (1190. – 1192.)
- Geoffroy de Donjon (1193. – 1202.)
- Afonso de Portugal (1203. – 1206.)
- Geoffrey le Rat (1206. – 1207.)
- Garin de Montaigu (1207.-oko 1228.)
- Bertrand de Thessy (oko 1228. – 1231.)
- Guerin de Montacute (1231. – 1236.)
- Bertrand de Comps (1236.-oko 1240.)
- Pierre de Vielle-Bride (oko 1240. – 1242.)
- Guillaume de Chateauneuf (1242. – 1258.)
- Hugues de Revel (1258. – 1277.)
- Nicolas Lorgne (1277. – 1284.)
- Jean de Villiers (1284.-oko 1294.)
- Odon de Pins (1294. – 1296.)
- Guillaume de Villaret (1296. – 1305.)
- Foulques de Villaret (1305. – 1319.)
- Hélion de Villeneuve (1319. – 1346.)
- Dieudonné de Gozon (1346. – 1353.)
- Pierre de Corneillan (1353. – 1355.)
- Roger de Pins (1355. – 1365.)
- Raymond Berenger (1365. – 1374.)
- Robert de Juliac (1374. – 1376.)
- Juan Fernandez de Heredia (1376. – 1396.)
  - Riccardo Caracciolo (1383. – 1395.) veliki meštar suparnik
- Philibert de Naillac (1396. – 1421.)
- Antonio Fluvian de Riviere (1421. – 1437.)
- Jean de Lastic (1437. – 1454.)
- Jacques de Milly (1454. – 1461.)
- Piero Raimondo Zacosta (1461. – 1467.)
- Giovanni Battista Orsini (1467. – 1476.)
- Pierre d'Aubusson (1476. – 1503.)
- Emery d'Amboise (1503. – 1512.)
- Guy de Blanchefort (1512. – 1513.)
- Fabrizio del Carretto (1513-1521)
- Philippe Villiers de L'Isle-Adam (1521. – 1534.) (prvi veliki meštar koj je vladao Maltom)
- Piero de Ponte (1534. – 1535.)
- Didier de Saint-Jaille (1535. – 1536.)
- Juan de Homedes y Coscon (1536. – 1553.)
- Claude de la Sengle (1553. – 1557.)
- Jean Parisot de la Valette (1557. – 1568.)
- Pierre de Monte (1568. – 1572.)
- Jean de la Cassiere (1572. – 1581.)
  - Mathurin Romegas (1581.) poručnik 1577. – 1581. i veliki meštar supernik 1581.
- Hugues Loubenx de Verdalle (1581. – 1595.)
- Martin Garzez (1595. – 1601.)
- Alof de Wignacourt (1601. – 1622.)
- Luís Mendes de Vasconcellos (1622. – 1623.)
- Antoine de Paule (1623. – 1636.)
- Juan de Lascaris-Castellar (1636. – 1657.)
- Martin de Redin (1657. – 1660.)
- Annet de Clermont-Gessant (1660.)
- Raphael Cotoner (1660. – 1663.)
- Nicolas Cotoner (1663. – 1680.)
- Gregorio Carafa (1680. – 1690.)
- Adrien de Wignacourt (1690. – 1697.)
- Ramon Perellos y Roccaful (1697. – 1720.)
- Marc'Antonio Zondadari (1720. – 1722.)
- António Manoel de Vilhena (1722. – 1736.)
- Raymond Despuig (1736. – 1741.)
- Manuel Pinto da Fonseca (1741. – 1773.)
- Francisco Ximenes de Texada (1773. – 1775.)
- Emmanuel de Rohan-Polduc (1775. – 1797.)
- Ferdinand von Hompesch zu Bolheim (1797. – 1799.) (posljedni veliki meštar koji je vladao Maltom)
- Pavao, ruski car (1799. – 1801.) de facto
  - Nikolay Saltykov (1801. – 1803.) poručnik de facto
- Giovanni Battista Tommasi (1803. – 1805.)
  - Innico Maria Guevara-Suardo (1805. – 1814.) poručnik
  - André Di Giovanni (1814. – 1821.)  poručnik
  - Antoine Busca (1821. – 1834.) poručnik
  - Carlo Candida (1834. – 1845.) poručnik
  - Philippe di Colloredo-Mels (1845. – 1864.) poručnik
  - Alessandro Borgia (1865. – 1871.) poručnik
  - Giovanni Battista Ceschi a Santa Croce (1871. – 1879.) poručnik
- Giovanni Battista Ceschi a Santa Croce (1879. – 1905.)
- Galeazzo von Thun und Hohenstein (1905. – 1931.)
- Ludovico Chigi Albani della Rovere (1931. – 1951.)
  - Antonio Hercolani-Fava-Simonetti (1951. – 1955.) poručnik
  - Ernesto Paternó Castello di Carcaci (1955. – 1962.) poručnik
- Angelo de Mojana di Cologna (1962. – 1988)
  - Jean Charles Pallavicini (1988.) poručnik
- Andrew Bertie (1988. – 2008.)
  - Giacomo dalla Torre del Tempio di Sanguinetto (2008.) poručnik ad interim
- Matthew Festing (2008.-danas )

## Vanjske poveznice
- Popis velikih meštara na stranici Suverenog malteškog viteškog reda